# Moonsault Scramble
Moonsault Scramble étaient des méga montagnes russes navette du parc Fuji-Q Highland, situé à Fujiyoshida, dans la préfecture de Yamanashi, au Japon. Elles furent à leur ouverture les plus hautes montagnes russes au monde, bien qu'elles soient souvent absentes des classements du fait que le parcours soit ouvert. Ouvertes en 1983, elles furent démolies en 2000.

## Le circuit
Le Pretzel Knot est une double inversion ayant la forme d'un bretzel. Elle n'a été utilisée que sur Moonsault Scramble. Il s'agissait de méga montagnes russes navette de 75 mètres de haut dont l'inversion produisait 6,2 g. L'attraction installée en 1983 a été démantelée en 2000 à la suite de trop grosses forces g et d'un mauvais débit. Le train lâché à 75 mètres de haut, en marche arrière, traversait la gare à 105 km/h vers l'inversion, montait puis tournait vers la gauche, descendait puis remontait et repartait vers l'autre flèche, il faisait ensuite le retour en sens inverse. Cette inversion n'a plus jamais été reprise pour un parcours de montagnes russes à cause des forces gravitationnelles trop élevées.

## Statistiques
- Force g : 6,2 g
- Éléments : Pretzel Knot